# برونو اهلبرگ
برونو اهلبرگ (انگلیسی: Bruno Ahlberg؛ ۲۳ آوریل ۱۹۱۱ – ۹ فوریه ۱۹۶۶) ورزشکار بوکس اهل فنلاند بود.
وی در مسابقات کشوری و بین‌المللی در مجموع برندهٔ ۱ مدال برنز شده‌است.